# طب کار
طب کار (به انگلیسی:Occupational Medicine) شاخه‌ای از علوم بهداشت و درمان است که در زمینهٔ غربالگری و معاینات کارگری دوره ای و بدو استخدام و موردی فعالیت می‌نماید. طب کار غالبا در اکثر کشورهای توسعه یافته دنیا به صورت یک دوره های مهارتی شش ماهه تا دو ساله برای پزشکان عمومی جهت غربالگری و برای متخصصین پزشکی در حوزه های مختلف و مهمی چون متخصصین ریه، مغز و اعصاب و ستون فقرات، گوش و حلق و بینی، چشم و...جهت تشخیص و درمان بیماریهای ناشی از کار صورت می‌گیرد. در این حیطه اقدامات بالینی و اجرای برنامه‌های غربالگری پزشکی با توجه به اعلام نتایج و  نظر تخصصی مهندسین بهداشت حرفه‌ای و ایمنی کار در بحث شناسایی،اندازه گیری و ارزیابی ریسک های مرتبط عوامل زیان آور حرفه و شرایط کاری شاغل صورت گرفته به پزشک طب کار پیشنهاد انجام می‌شود و از این طریق به تشخیص هر گونه ناهنجاری اثر گذار بر سلامت شاغلین می‌پردازد.
در حال حاضر در ایران به صورت پزشکان دوره دیده طب کار و یا جدیداً گرایشی تخصصی در دانشگاه‌های علوم پزشکی تهران، ایران، شهید صدوقی یزد، مشهد و بندر عباس به فارغ التحصیلان پزشکی عمومی که در آزمون پذیرش دستیار تخصصی پذیرفته شده باشند، آموزش داده می‌شود که از نظر کارشناسان سیلابس های درسی تخصصی قابل توجه پزشکی درمانی غیر گرته برداری از پاره ای مباحث عمومی مرتبط مهندسی بهداشت حرفه‌ای و ایمنی کار در خود ندارد.

## رسالت و هدف اصلی طب کار
حفظ و ارتقای سطح سلامت جسمی، روحی و روانی افراد شاغل دربهترین شرایط می‌باشد. متخصصین طب کار و پزشکانی که در این زمینه فعالیت دارند، با شناختی که از محیط کار، فرایندکاری، خطرات و عوامل زیان‌آور محیط کار، و نیز تأثیر این عوامل بر سلامت می‌گذارند، از طریق بررسی و ارزیابی محیط کار، معاینات دوره‌ای و غربالگری باعث تشخیص زودرس و درمان به موقع بیماری‌ها و آسیب‌های ناشی از کار می‌شوند؛ بنابراین از این طریق باعث کنترل بیماری‌ها و آسیب‌های شغلی شده و از بروز موارد مشابه، پیشگیری می‌کنند.
طب کار، از نظر پوشش و گستردگی خدمات، سلامت نیروی کار را در تمام واحدهای کاری اعم از اداری، صنعتی (معدن، کشاورزی و …) خدمات سلامت شغلی را برعهده دارد.

## وظایف متخصصین طب کار
- مدیریت خدمات طب کار
- معاینات سلامتی شاغلین و متقاضیان کار (معاینات بدو استخدام)
- آموزش پزشکان، پرستاران، کارشناسان، مدیران سرپرستان واحدهای کاری
- تعیین تناسب شغلی شاغلین
- تعیین شرایط بازگشت به کار شاغلین
- تعیین ارتباط بیماری با شغل بیمار
- تعیین میزان غرامت و درصد ازکارافتادگی ناشی از کار و بیماری‌های شغلی
- معاینات اختصاصی مانند معاینات بازگشت به کار و تعیین محدودیت شغلی
- انجام مطالعات همه‌گیرشناسی درمحیط کار
- درمان افراد مبتلا به بیماری‌های شغلی و غیرشغلی و موارد اضطراری در محیط کار( البته در واقع هیچ گزارش علمی مستندی در مورد میزان تشخیص و درمان بیماریهای ناشی از کار توسط متخصصین طب کار در دسترس نیست و غالبا متخصصین طب کار یا پزشکان عمومی دوره دیده طب کار نقش غربال گری عمومی دارند و موارد مشکوک را به متخصص مربوطه مثل ریه ، گوش ، قلب و...ارجاع تا بیماری تشخیص و درمان شود)
- تعیین میزان شیوع و علل غیبت از کار و کنترل استرس‌های شغلی

## پیشگیری از بیماری‌های شغلی
۱۶۰ میلیون بیماری شغلی در سال
سازمان جهانی بهداشت سلامتی را این‌گونه تعریف کرده‌است: «رفاه کامل جسمی، روحی، اجتماعی و نه فقط نبودن بیماری و نقص عضو» بیماری در اثر تماس با عوامل زیان‌آور و تغذیه نامناسب ایجاد می‌شود. عوامل زیان‌آور هر جایی ممکن است وجود داشته باشد و فرد در اثر تماس با آن‌ها دچار بیماری گردد ولی اگر عامل زیان‌آور در محیط کار باشد فرد به بیماری ناشی از کار یا همان بیماری شغلی مبتلا می‌شود. غالباً بیماری‌های ناشی از کار مزمن هستند و از زمان تماس و ابتلا یا بروز بیماری گاهی بیش از ۳۰ سال طول می‌کشد. بیماری‌های ناشی از کار رنج و زیان‌های هنگفتی را در دنیای کار به دنبال دارند با وجودی که میزان مرگ ناشی از بیماری‌های شغلی و بیماری‌های وابسته به شغل ۶ برابر بیشتر از حوادث شغلی است ولی هنوز این بیماری‌ها ناشناخته و پنهان هستند. علاوه بر این ماهیت بیماری‌های ناشی از کار به سرعت در حال تغییر است. تکنولوژی جدید و تحولات اجتماعی، همراه با تغییر شرایط اقتصادی جهانی بر وخامت مخاطرات بهداشتی موجود افزوده و انواع جدیدی از این مخاطرات را پدیدار نموده‌است. در حالی که پیشرفت‌های زیادی در مبارزه با بیماری‌های ناشی از کار حاصل شده‌است، نیاز مبرم و فوری برای تقویت توانمندی‌ها برای پیشگیری در سیستم‌های بهداشت حرفه‌ای کشور وجود دارد. تلاش جمعی دولت، تشکل‌های کارفرمایی و کارگری اساس مبارزه با این اپیدمی پنهان می‌باشد. مرگ و میر سالانه در اثر بیماری‌ها و حوادث ناشی از کار در جهان ۳۴/۲ میلیون نفر برآورد شده‌است. درصد بالایی از این تعداد (حدود ۰۲/۲ میلیون) مرگ به واسطه بیماری‌های ناشی از کار روی می‌دهد. از ۶۳۰۰ مرگ برآورد شده که در هر روز اتفاق می‌افتند ۵۵۰۰ مورد از آن‌ها به سبب انواع مختلف بیماری‌های وابسته به شغل هستند. همچنین سازمان بین‌المللی کار برآورد نموده‌است که سالانه ۱۶۰ میلیون مورد بیماری‌های غیرکشنده ناشی از کار اتفاق می‌افتد. براساس قوانین و مقررات جمهوری اسلامی ایران یکی از وظایف کارفرمایان تهیه امکانات لازم برای تأمین و حفظ سلامت شاغلین می‌باشد (فصل چهارم قانون کار) البته ناگفته نماند قانون‌گذار شاغلین را نیز برای جلوگیری از بروز حوادث و بیماری‌های ناشی از کار موظف به رعایت دستورالعمل‌ها و مقررات می‌نماید. مراحل پیشگیری از بیماری‌های ناشی از کار را می‌توان این‌گونه خلاصه کرد. ۱. شناسایی عوامل زیان‌آور محیط کار ۲. اندازه‌گیری و ارزیابی عوامل زیان‌آور محیط کار ۳. کنترل عوامل زیان‌آور محیط کار از طریق روش‌های فنی مهندسی ۴. اجرای برنامه‌های مراقبتی از جمله معاینات سلامت شغلی ۵. کاهش عوارض و بیماری‌های ناشی از کار از طریق تغییر شغل و گردش کاری و اجرای قانون مشاغل سخت و زیان آور پیشگیری از بیماری‌های شغلی بر عهده هر کسی در هر جایی است. از کارخانه تا زمین کشاورزی از اداره و دفتر کار تا تعویض روغنی و نقاشی اتومبیل تا شوراها و کمیته‌ها، هیچ‌کس مصون نیست. در نهایت همه باور دارند که پیشگیری موثرتر و کم هزینه‌تر از درمان و توان بخشی است. وقت آن رسیده با یک تلاش ملی واکنش شدیدتری به همه‌گیری بیماری‌های شغلی در سطح ملی داده شود تا بهداشت و حیات کارگران حفظ شود.